# Luynes (Indre-et-Loire)

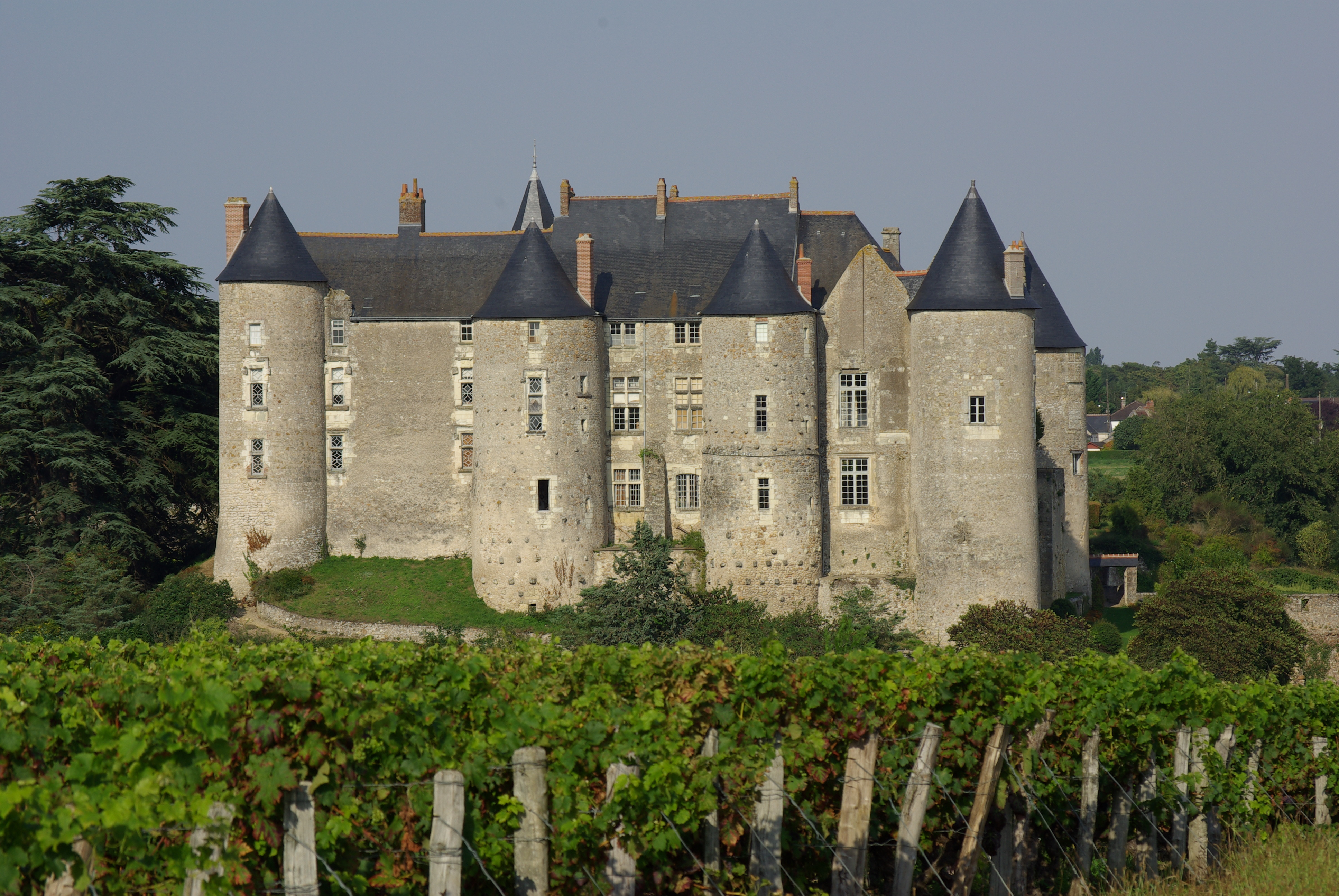
Château de Luynes

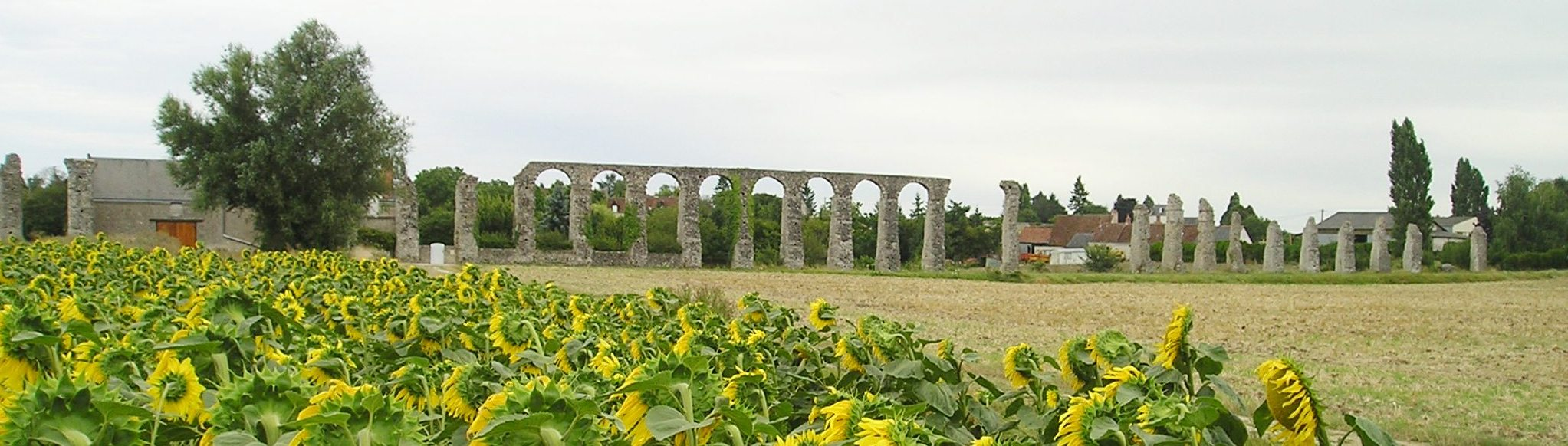
Römischer Aquädukt bei Luynes

Luynes ist eine französische Gemeinde mit 5.081 Einwohnern (Stand 1. Januar 2022) im Département Indre-et-Loire in der Region Centre-Val de Loire; sie gehört zum Arrondissement Tours und zum Kanton Saint-Cyr-sur-Loire.

## Lage
Luynes liegt am rechten Ufer der Loire. Das Gemeindegebiet wird ihrem Zufluss Bresme durchquert.

## Geschichte
Im Mittelalter hieß Luynes „Maillé“ und war das Zentrum der gleichnamigen Grafschaft. Im August 1619 wurde Charles d’Albert, Comte de Maillé, von König Ludwig XIII. zum Herzog von Luynes ernannt, wobei Bezug genommen wurde auf den südfranzösischen Familienbesitz Luynes, der heute ein Stadtteil von Aix-en-Provence ist. Das Grafenschloss wurde zum Schloss Luynes, und der Ort übernahm schließlich den Namen.
| Bevölkerungsentwicklung |      |      |      |      |      |      |      |      |
| Jahr                    | 1962 | 1968 | 1975 | 1982 | 1990 | 1999 | 2004 | 2017 |
| Einwohner               | 1699 | 1948 | 2614 | 3834 | 4128 | 4501 | 4945 | 5097 |
| Quelle: INSEE           |      |      |      |      |      |      |      |      |

## Sehenswürdigkeiten
- Schloss Luynes
- Reste eines römischen Aquädukts (2. Jahrhundert)
- Markthalle (15. Jahrhundert)
- Kirche Sainte-Geneviève (1874)

## Persönlichkeiten
- Paul-Louis Courier (1772–1825), Autor, Gegner der Monarchie, wuchs bis zu seinem 15. Lebensjahr in Luynes auf

## Städtepartnerschaften
- Buntingford, Großbritannien
- Meßstetten, Deutschland
- Olvega, Spanien